# Brajdgatskogens naturreservat
Brajdgatskogens naturreservat är ett naturreservat i Bäls socken i Region Gotland på Gotland.
Området är naturskyddat sedan 2023 (giltigt sedan april 2024) och är 47,6 hektar stort. Reservatet består av trädklädd betesmark och skog.